# Cour-et-Buis
Cour-et-Buis település Franciaországban, Isère megyében. Lakosainak száma 926 fő (2022. január 1.). Cour-et-Buis Eyzin-Pinet, Meyssiez, Montseveroux, Primarette és Saint-Julien-de-l’Herms községekkel határos.

## Népesség
A település népességének változása:
| Lakosok száma | 408  | 497  | 571  | 820  | 850  | 852  | 879  | 920  | 927  | 926  |
|               | 1968 | 1982 | 1990 | 2006 | 2013 | 2015 | 2017 | 2019 | 2020 | 2022 |